# Пащенко, Евгений Николаевич
Евге́ний Никола́евич Па́щенко (9 сентября 1950, Воркута, Коми АССР — 8 мая 2021, Загреб) — советский и украинский литературовед и фольклорист. Доктор исторических наук. Профессор Загребского университета, один из основателей кафедры украинского языка в этом университете, её заведующий.

## Биография
Родился в 1950 году в Воркуте. Его будущего отца, Николая Пащенко, приговорили к семи годам заключения в концлагерях за то, что он, офицер, попал в плен к немцам, когда они захватили Крымский полуостров. Его будущей маме, Марии Бойко, суд вынес высшую меру наказания — расстрел за антисоветскую деятельность. Смертный приговор заменили десятью годами тюрьмы, поскольку Мария была несовершеннолетней. По словам сына, его маму так строго наказали за то, что она услышала от русского военнопленного, а затем повторила в своём селе Козаково Великомихайловского района Одесской области неожиданную «расшифровку» сокращенного названия магазинов «Торгсин», созданных в СССР для торговли с иностранцами за валюту: «товарищи, опомнитесь — Россия гибнет, Сталин истребляет народ». Соседка запомнила те слова и, когда вернулись советские войска, заявила об антисоветской деятельности Марии Бойко.
После освобождения из воркутинских концлагерей родители Евгения поехали на работу в Запорожье, где жили в бараке. Когда Евгений окончил школу, его родители уже были реабилитированы. Парень поступил на русское отделение филологического факультета Киевского университета. В 1970 году третьекурсника Евгения Пащенко, в рамках взаимного обмена между студентами социалистических стран, по командировке Министерства высшего образования УССР направили на обучение по специальности «филолог-славист, преподаватель сербохорватского языка и литературы» в Белградский университет. Через год учёбы в Белграде Евгений вернулся в Киев и перевелся с русского отделения филологического факультета на отделение украинистики, но учёбу продолжал в Белграде. В 1974 году он там окончил университет. В том же году в Киевском университете Евгений Пащенко заочно получил квалификацию «филолог, преподаватель украинского языка и литературы».
В 1981 году защитил кандидатскую диссертацию «Фольклоризм в творчестве Владимира Назора».
С февраля 1989 года Евгений Пащенко работал в Киевском университете на кафедре славянской филологии. Одновременно с работой в университете популяризировал Украину за рубежом: в 1990/91 учебном году он по командировке Гособразования СССР преподавал украинский язык в СФРЮ. В феврале 1995 года Пащенко перевели в Министерство иностранных дел Украины в связи с выездом за границу для работы в Посольстве Украины в Хорватии. Работал там первым секретарем.
Находясь на дипломатической работе, Евгений Пащенко издал за это время семь книг об Украине. В 1996 году он защитил докторскую диссертацию на тему «Украинско-сербские литературные и культурные связи эпохи барокко XVII—XVIII веков: контакты, типология, стилистика». В Загребе была напечатана на хорватском языке исследовательская работа Пащенко «Этногенез и мифология хорватов в контексте Украины». Выход в свет этой книги, в частности, способствовал тому, что в Загребском университете создали кафедру украинистики. Поскольку дипломатическая работа привлекала Пащенко меньше, то он принял приглашение работать в Загребском университете. Там он возглавил кафедру украинского языка. Ежегодно этот язык изучает 22 хорватских студента, которые после получения дипломов работают преподавателями украинского языка в учебных заведениях Хорватии и переводчиками в сфере туризма, бизнеса.
В 2008 году Пащенко начал серию «Хорватская украиниана» (Ucrainiana croatica), в которой по состоянию на начало 2013 года вышло 11 книг. В частности, была издана на хорватском языке книга о голоде на Украине в 1930-х годах.

## Произведения
- «Etnogeneza i mitologija Hrvata u kontekstu Ukrajine», 1999.
- «Podrijetlo Hrvata i Ukrajina», 2006.
- «Slavist i imperiji. Vatroslav Jagić между Galicije, Malorusije i Ukrajine»
- «Od Kijeva do Poljica. Tragom prastarih migracija», 2010.
- «Ukrajinsko-hrvatske književne poredbe», 2010.